# 2000년 AFC 청소년 축구 선수권 대회
2000년 AFC 청소년 축구 선수권 대회는 2000년 11월 12일부터 11월 26일까지 이란 테헤란에서 개최된 31번째 AFC 청소년 축구 선수권 대회이다. 이 대회에서 준결승전에 진출한 4개 팀은 아르헨티나에서 열린 2001년 FIFA 세계 청소년 축구 선수권 대회에서 아시아 대표로 참가할 자격을 획득했다.

## 예선
2000년 AFC 청소년 축구 선수권 대회 본선 진출 팀은 다음과 같이 결정되었다. 본선 조 추첨은 2000년 10월 4일에 이란 테헤란에서 진행되었다.
원래 A조에는 이란·중국·태국·파키스탄·오만, B조에는 대한민국·이라크·아랍에미리트·쿠웨이트·일본이 각각 편성되어 있었다. 그러나 쿠웨이트 축구 협회가 당시 걸프 전쟁의 여파로 인하여 적대 관계에 있던 이라크와 같은 조에 편성된 것에 항의함에 따라 아시아 축구 연맹(AFC)은 2000년 10월 28일에 레바논 베이루트에서 열린 집행위원회를 통해 재추첨을 실시했다. 이에 따라 A조에는 이란·태국·오만·쿠웨이트·일본, B조에는 대한민국·중국·아랍에미리트·파키스탄·이라크가 각각 재편성되었다.
- 이란 (개최국)
- 오만 (예선 1조 1위)
- 쿠웨이트 (예선 2조 1위)
- 아랍에미리트 (예선 3조 1위)
- 이라크 (예선 4조 1위)
- 파키스탄 (예선 5조 1위)
- 중화인민공화국 (예선 6조 1위)
- 태국 (예선 7조 1위)
- 일본 (예선 8조 1위)
- 대한민국 (예선 9조 1위)

## 조별 예선

### A조
| 팀       | 경기 | 승 | 무 | 패 | 득 | 실 | 차 | 승점 |
| -------- | ---- | -- | -- | -- | -- | -- | -- | ---- |
| 이란     | 4    | 4  | 0  | 0  | 11 | 4  | +7 | 12   |
| 일본     | 4    | 2  | 1  | 1  | 12 | 6  | +6 | 7    |
| 쿠웨이트 | 4    | 2  | 0  | 2  | 8  | 8  | 0  | 6    |
| 오만     | 4    | 0  | 2  | 2  | 2  | 6  | -4 | 2    |
| 태국     | 4    | 0  | 1  | 3  | 4  | 13 | -9 | 1    |

| 2000년 11월 12일 |     |          |                                |
| ---------------- | --- | -------- | ------------------------------ |
| 이란             | 2–1 | 태국     | 샤히드 시루디 스타디움, 테헤란 |
| 2000년 11월 12일 |     |          |                                |
| 오만             | 0–1 | 쿠웨이트 | 샤히드 시루디 스타디움, 테헤란 |
| 2000년 11월 14일 |     |          |                                |
| 쿠웨이트         | 2–3 | 이란     | 샤히드 시루디 스타디움, 테헤란 |
| 2000년 11월 14일 |     |          |                                |
| 일본             | 6–1 | 태국     | 샤히드 시루디 스타디움, 테헤란 |
| 2000년 11월 16일 |     |          |                                |
| 일본             | 2–2 | 오만     | 샤히드 시루디 스타디움, 테헤란 |
| 2000년 11월 16일 |     |          |                                |
| 태국             | 2–5 | 쿠웨이트 | 샤히드 시루디 스타디움, 테헤란 |
| 2000년 11월 18일 |     |          |                                |
| 쿠웨이트         | 0–3 | 일본     | 샤히드 시루디 스타디움, 테헤란 |
| 2000년 11월 18일 |     |          |                                |
| 오만             | 0–3 | 이란     | 샤히드 시루디 스타디움, 테헤란 |
| 2000년 11월 20일 |     |          |                                |
| 태국             | 0–0 | 오만     | 샤히드 시루디 스타디움, 테헤란 |
| 2000년 11월 20일 |     |          |                                |
| 이란             | 3–1 | 일본     | 샤히드 시루디 스타디움, 테헤란 |

### B조
| 팀             | 경기 | 승 | 무 | 패 | 득 | 실 | 차  | 승점 |
| -------------- | ---- | -- | -- | -- | -- | -- | --- | ---- |
| 중화인민공화국 | 4    | 3  | 1  | 0  | 5  | 1  | +4  | 10   |
| 이라크         | 4    | 2  | 2  | 0  | 9  | 2  | +7  | 8    |
| 대한민국       | 4    | 2  | 1  | 1  | 11 | 3  | +8  | 7    |
| 파키스탄       | 4    | 1  | 0  | 3  | 2  | 15 | -13 | 3    |
| 아랍에미리트   | 4    | 0  | 0  | 4  | 6  | 12 | -6  | 0    |

| 2000년 11월 13일 |     |                |                                |
| ---------------- | --- | -------------- | ------------------------------ |
| 대한민국         | 0–1 | 중화인민공화국 | 샤히드 시루디 스타디움, 테헤란 |
| 2000년 11월 13일 |     |                |                                |
| 아랍에미리트     | 1–2 | 파키스탄       | 샤히드 시루디 스타디움, 테헤란 |
| 2000년 11월 15일 |     |                |                                |
| 파키스탄         | 0–7 | 대한민국       | 샤히드 시루디 스타디움, 테헤란 |
| 2000년 11월 15일 |     |                |                                |
| 이라크           | 0–0 | 중화인민공화국 | 샤히드 시루디 스타디움, 테헤란 |
| 2000년 11월 17일 |     |                |                                |
| 이라크           | 3–2 | 아랍에미리트   | 샤히드 시루디 스타디움, 테헤란 |
| 2000년 11월 17일 |     |                |                                |
| 중화인민공화국   | 1–0 | 파키스탄       | 샤히드 시루디 스타디움, 테헤란 |
| 2000년 11월 19일 |     |                |                                |
| 파키스탄         | 0–6 | 이라크         | 샤히드 시루디 스타디움, 테헤란 |
| 2000년 11월 19일 |     |                |                                |
| 아랍에미리트     | 2–4 | 대한민국       | 샤히드 시루디 스타디움, 테헤란 |
| 2000년 11월 21일 |     |                |                                |
| 대한민국         | 0–0 | 이라크         | 샤히드 시루디 스타디움, 테헤란 |
| 2000년 11월 21일 |     |                |                                |
| 중화인민공화국   | 3–1 | 아랍에미리트   | 샤히드 시루디 스타디움, 테헤란 |

## 결선 토너먼트
|  | 준결승전           | 준결승전 |                    |   | 결승전 | 결승전 |
|  |                    |          |                    |   |        |        |
|  | 11월 24일 - 테헤란 |          |                    |   |        |        |
|  |                    |          |                    |   |        |        |
|  | 이란               | 0 (6)    |                    |   |        |        |
|  | 이란               | 0 (6)    | 11월 26일 - 테헤란 |   |        |        |
|  | 이라크 (p)         | 0 (7)    |                    |   |        |        |
|  | 이라크 (p)         | 0 (7)    | 이라크 (연장)      | 2 |        |        |
|  | 11월 24일 - 테헤란 |          | 이라크 (연장)      | 2 |        |        |
|  |                    | 일본     | 1                  |   |        |        |
|  | 중화인민공화국     | 일본     | 1                  | 0 |        |        |
|  | 중화인민공화국     |          |                    | 0 |        |        |
|  | 일본               | 2        |                    |   |        |        |
|  | 일본               | 2        | 3·4위전            |   |        |        |
|  |                    |          |                    |   |        |        |
|  | 11월 26일 - 테헤란 |          |                    |   |        |        |
|  |                    |          |                    |   |        |        |
|  | 중화인민공화국 (p) | 2 (6)    |                    |   |        |        |
|  | 중화인민공화국 (p) | 2 (6)    |                    |   |        |        |
|  | 이란               | 2 (5)    |                    |   |        |        |

### 준결승전
| 2000년 11월 24일 |                         |        |                                |
| ---------------- | ----------------------- | ------ | ------------------------------ |
| 이란             | 0–0 (연장) 승부차기 6–7 | 이라크 | 샤히드 시루디 스타디움, 테헤란 |
| 2000년 11월 24일 |                         |        |                                |
| 중화인민공화국   | 0–2                     | 일본   | 샤히드 시루디 스타디움, 테헤란 |

### 3·4위전
| 2000년 11월 26일 |                         |      |                                |
| ---------------- | ----------------------- | ---- | ------------------------------ |
| 중화인민공화국   | 2–2 (연장) 승부차기 6–5 | 이란 | 샤히드 시루디 스타디움, 테헤란 |

### 결승전
| 2000년 11월 26일 |            |      |                                |
| ---------------- | ---------- | ---- | ------------------------------ |
| 이라크           | 2–1 (연장) | 일본 | 샤히드 시루디 스타디움, 테헤란 |

## 우승
| 2000년 AFC 청소년 축구 선수권 대회 |
| ---------------------------------- |
| 이라크 5번째 우승                  |

## 2001년 FIFA 세계 청소년 축구 선수권 대회 참가 팀
다음 4개 팀은 아르헨티나에서 열린 2001년 FIFA 세계 청소년 축구 선수권 대회 참가 자격을 획득했다.
- 이라크 (2000년 AFC 청소년 축구 선수권 대회 우승)
- 일본 (2000년 AFC 청소년 축구 선수권 대회 준우승)
- 중화인민공화국 (2000년 AFC 청소년 축구 선수권 대회 3위)
- 이란 (2000년 AFC 청소년 축구 선수권 대회 4위)